# 韦克维尔
韦克维尔（法語：Vecqueville，法語發音：[vɛkvil]）是法国上马恩省的一个市镇，属于圣迪济耶区。

## 地理
韦克维尔（48°27'30"N, 5°8'26"E）面积5.22 平方千米，位于法国大東部大區上马恩省，该省份为法国东北部内陆省份，北起马恩省和默兹省，西接奥布省，西南接科多尔省，东南接上索恩省，东临孚日省。
与韦克维尔接壤的市镇（或旧市镇、城区）包括：大欧蒂尼、沙通吕-索梅尔蒙、茹安维尔、托南斯莱茹安维尔。

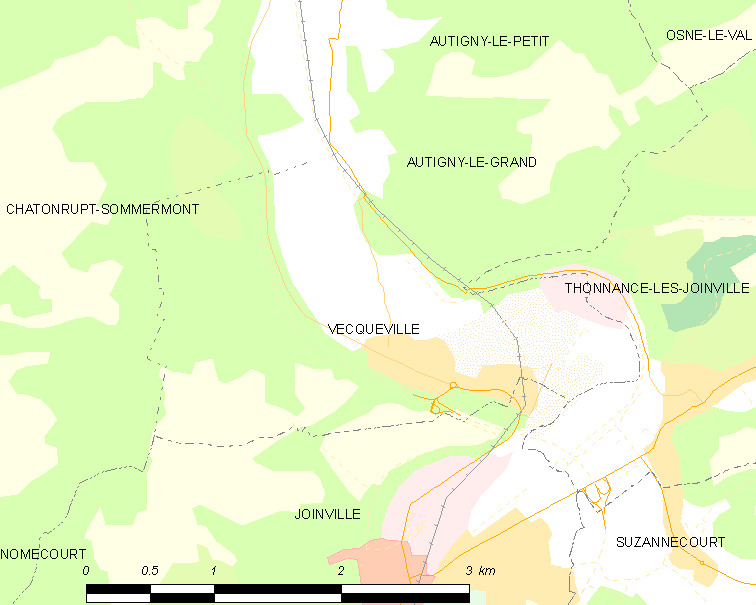
韦克维尔的OSM定位图

韦克维尔的时区为UTC+01:00、UTC+02:00（夏令时）。

## 行政
韦克维尔的邮政编码为52300，INSEE市镇编码为52512。

## 政治
韦克维尔所属的省级选区为茹安维尔县。

## 人口

1962-2008年间韦克维尔人口变化图示

韦克维尔于2022年1月1日时的人口数量为506人。